# Zámostí (Zámostí-Blata)
Zámostí je západní část obce Zámostí-Blata v okrese Jičín. V roce 2009 zde bylo evidováno 41 adres. V roce 2001 zde trvale žilo 24 obyvatel.
Zámostí je také název katastrálního území o rozloze 4,4 km2. V katastrálním území Zámostí leží i Blata.

## Historie
První písemná zmínka o obci pochází z roku 1542.

## Pamětihodnosti
- Sloup se sochou sv. Jana Nepomuckého
- Venkovská usedlost č.p. 8
- Dub v Zámostí na návsi, památný strom